# Отто Лінне Ердманн
Отто Лінне Ердманн (нім. Otto Linné Erdmann; 11 квітня 1804 — 9 жовтня 1869) — німецький хімік, професор хімії Лейпцизького університету. Широко відомий своїми роботами по нікелю, індиго й іншим барвників.

## Біографія
Був сином Карла Готтфріда Ердманна, фізіолога, який ввів вакцинацію в Саксонії.
1820 року він вступив до медикохірургічної академії і в 1822 в Лейпцизький університет, де 1827 року отримав звання екстраординарного професора, а 1830 став ординарним професором хімії. Цей пост він займав до самої своєї смерті, 9 жовтня 1869 року. У нього була успішна викладацька кар'єра і наукова діяльність, в рамках якої під його керівництвом 1843 року було організовано лабораторію, яка на довгі роки задала один з напрямків роботи установи. як дослідник, Ердманн отримав найбільшу популярність своїми роботами з вивчення нікелю, індиго й різних барвників. Спільно з RF Marchand (1813—1850) він також провів ряд досліджень по визначенню атомної ваги елементів. 1828 року спільно з AFG Werther (1815—1869) він заснував журнал про хімію «fürr technische and ökonomische Chemie», який з 1934 року став називатися «Journal für praktische Chemie» («Журнал з практичної хімії»). Також він є автором праць «Über das Nickel» (1827), «Lehrbuch der Chemie» (1828), «Grundriss der Waarenkunde» (1833) і «Über das Studium der Chemie» (1861).